# 富士エコサイクル
株式会社富士エコサイクル（ふじエコサイクル）は、使用済み家電製品（エアコン、テレビ、冷蔵庫・冷凍庫、洗濯機）の再商品化に関する事業を事業内容とした株式会社であり、富士通ゼネラルの連結子会社である。

## 概要
静岡県浜松市に会社を置く。家電リサイクル事業では、前処理で純度の高いままで原料を回収し、更に機械設備による破砕・選別・回収により高いリサイクル率を実現、またフロン等、環境に影響を及ぼす物質を回収し、適正に処理することとしている。
2010年2月5日をもって、生産能力強化のために静岡県富士宮市から、同県浜松市浜名区の富士通ゼネラル浜松事業所内の新工場に移転した。

## アクセス
- 東名高速道路浜松西インターチェンジより約20分
- 浜松駅より遠鉄バスにて約50～60分、「ベル21」バス停下車徒歩約5分
- 天竜浜名湖鉄道金指駅より徒歩約10分